# Glucanase
Une glucanase est une glycoside hydrolase qui dégrade les glucanes, polysaccharides constitués de plusieurs résidus de glucose, par hydrolyse des liaisons osidiques. Ces enzymes peuvent être produites par des mycètes anaérobies de la division des Neocallimastigomycota présents dans le microbiote intestinal des herbivores. Elles sont parfois utilisées en œnologie, notamment lors de la vinification sur lie avec microbullage. Elles assistent l'autolyse des cellules de levure pour en libérer les polysaccharides et les mannoprotéines, ce qui améliorerait la couleur et la texture du vin.

## α-Glucanases
- α-1,4-Glucanase, enzyme dégradant les α-1,4-glucanes ;
- α-1,6-Glucanase, enzyme dégradant les α-1,6-glucanes ;
- Pullulanase, glucanase particulière dégradant les pullulanes.

## β-Glucanases
- β-1,3-Glucanase, enzyme dégradant les β-1,3-glucanes tels que le callose ou le curdlane ;
- β-1,6-Glucanase, enzyme dégradant les β-1,6-glucanes ;
- Cellulase, enzyme hydrolysant les liaisons (1→4)-β-D-glucosidiques de la cellulose, de la lichénine et des β-D-glucanes de céréales.
- Endo-β-1,4-glucanase xyloglucane-spécifique (en) ;
- Exo-β-1,4-glucanase xyloglucane-spécifique (en).